# Cimitero di Saint-Paul-des-Champs
Il cimitero di Saint-Paul-des-Champs (cimitero di San Paolo dei Campi; in francese: cimetière de Saint-Paul-des-Champs) è stato un cimitero parrocchiale parigino, sorto intorno al VII secolo, il quale inaugurò la prima sepoltura con sant'Aurea di Parigi e delle sue seguaci postume. 
Divenne un cimitero pubblico contemporaneamente ai cimiteri di Saint-Marcel e di Saint-Pierre-Saint-Paul, realizzati ancor prima di quello degli Innocenti; il Saint-Paul-des-Champs fu il secondo più grande cimitero esistito in Parigi, nonché uno dei più anziani.
Come buona parte dei cimiteri dell'epoca, anche questo era costituito da fosse comuni, taluna di 9 m² e profonda 5 m per quelle invernali, mentre quelle estive erano poco più di 3 metri e ciascuna era in grado di ospitare fino a 1500 cadaveri.

## Caratteristiche e storia
Il cimitero e la chiesa sorgevano lungo la rue Saint-Paul, agli odierni civici 30 e 32 ove oggi sorgono alcuni edifici.
All'interno del cimitero vi era una specie di chiostro caratterizzato da ampie gallerie, alte 3,20 m, sopra le quali vi erano custodite le ossa periodicamente riesumate dalle fosse, il tutto coperte da tegole; col tempo, il chiostro venne ampliato in più parti per la realizzazione di cappelle per alcune tombe. Vicino ad alcune fosse comuni, il cimitero era fiancheggiato da edifici.
Sul lato occidentale vi sorgeva la chiesa collegiata e dietro la cappella di Saint-Philippe c'era un piccolo cimitero che fungeva da mausoleo per la famiglia Bragelongne, residente vicino al lato sud del cimitero.
Al centro sorgeva una croce, ai piedi della quale venne sepolto Pierre Barbereau nel 1668; la sua tomba era circondata da un castagno, un tiglio e forse un albero di fico, proprio come la tomba di François Rabelais.
Nel corso della sua esistenza, questo cimitero viene ricordato, a partire dal 1696, dalle diverse generazioni di becchini come un luogo in cui periodicamente veniva spesso impedita l'entrata ai bambini che si recavano per giocare e, nel peggiore dei casi, a compiere atti vandalici, compromettendo le fosse o distruggendo finestre e vetrate della chiesa; le vetrate, in particolare, erano riconosciute tra le più grandi e più belle di Parigi, splendidamente decorate e realizzate tra il XV ed il XVII secolo da Pinaigrier, Porcher e Desangives, che s'ispirarono ad eventi biblici.
Ogni custode aveva un ruolo ben preciso da ricoprire nel cimitero, ovvero ricordarsi la posizione esatta di tutti i morti nelle tombe del cimitero. 
Le tombe, invece, presenti nella chiesa erano chiaramente più piccole ed il tempo di soggiorno dei defunti doveva essere il più breve possibile, per via degli odori che spesso si manifestavano; inoltre, esse dovevano essere coperte con un tappetino spesso, tavole, pietre ed infine il tutto sigillato d'intonaco. Per tale lavoro vi era la regola di realizzare il tutto in silenzio ed entro un'ora di tempo per rispettare la santità del luogo.
Nonostante queste precauzioni, si verificavano comunque delle piccole aperture o spifferi e ciò portava, non solo all'emanazione di odori sgradevoli, ma anche alla proliferazione di agenti patogeni che facilmente infettavano i presenti; uno di questi eventi venne registrato durante una messa del 1719 e da quell'anno furono vietate le sepolture dentro la chiesa.
Durante l'anno 1763, le condizioni igieniche del cimitero degenerarono gravemente, di conseguenza furono indispensabili dei lavori di bonifica.
Verso la fine del XVIII secolo, il cimitero venne chiuso e parzialmente svuotato, poiché solo alcune ossa rinvenute trovarono il definitivo soggiorno presso le Catacombe di Parigi.

## Epitaffi
Dopo che furono vietate le sepolture all'interno della vecchia chiesa, le famiglie poterono beneficiare di epitaffi realizzati in marmo e rame, come quello della famiglia Vendome.
279 sono gli epitaffi che vennero realizzati durante la lunga esistenza del cimitero, il che è ancora oggi riconosciuta come una ricchissima collezione, seguita da quella del vecchio Cimitero di Saint-Eustache. Il più antico di tutti gli epitaffi è stato datato nel 1339, che decorò la tomba di Jean Fortin, sacerdote ed insegnante. La più recente è invece quella della duchessa de Noailles, deceduta nel 1739.

## Principali sepolture
Anche se c'era un piccolo cimitero vicino alla fortezza della Bastiglia, i prigionieri morti vennero per lo più sepolti in questo cimitero, tra cui il famoso individuo noto come la Maschera di Ferro.
Furono, invece, migliaia i cittadini anonimi che vi trovarono sepoltura, tra cui: poveri, classi medie, mercanti, segretari e consiglieri del re o del Parlamento, notai, avvocati, molti membri della nobiltà di Guénégaud, Noailles, Bragelongne, Vendome, ecc.

## Sepolture illustri
- Sant'Aurea di Parigi, (630-666);
- Adrien Baillet (1649-1706);
- Pierre Barbereau (?-1668);
- Joseph Béjart;
- Madeleine e Marie Béjart;
- Pierre Biard il Vecchio, (1559-1609);
- Pierre Biard il Giovane, (1592-1661);
- Léon Buthillier, conte di Chavigny (1608-1652);
- Pierre Bureau, (?-1492);
- Jacques de Lévis Caylus, conte di Mignon;
- Robert Ceneau (Cénalis) (?-1560);
- Marie Émilie de Joly de Choin (1670-1732);
- Marie-Marguerite de Coligny (?-1673);
- Marie de Coulanges (1603–1633);
- Henri Dumont (1610 - 1684);
- Marie-Charlotte de Balzac d'Entragues;
- Jean Fortin (?-1339);
- Nicolas Gilles (?-1503);
- Charles de Gontaud-Biron;
- Jules Hardouin-Mansat;
- La Maschera di Ferro (?-1703);
- Philippe-François-Joseph Le Bas (1764-1794);
- Ninon de Lenclos;
- Marion de Delorme (o de L'Orme);
- François Mansart (1598-1666);
- Louis de Maugiron;
- Clément Métezeau;
- Thibault Métezeau (1533–1596 c.ca);
- Jean Nicot (1530 c.ca–1600);
- Anne Jules de Noailles (1613 c.ca-1678);
- François Rabelais (1494-1553);
- Claude de Rabodanges (?-1514);
- Pierre-Sylvain Leroy Régis (1637–1707);
- Paul Stuart de Caussade de Saint-Mégrin;
- Jean Desmarets de Saint-Sorlin (1595–1676);
- Guillaume de Vienne (1360-1434).